# 99Vidas
99Vidas é um podcast brasileiro fundado em 2010. Focado em jogos, é uma das produções do gênero mais longevas do Brasil e também responsável pelo jogo homônimo.

## História
Fundado por Jurandir Filho e Izzy Nobre no início de 2010, o 99Vidas é um podcast sobre videogames. Tempos depois, Bruno Carvalho e Evandro de Freitas completaram a formação atual do podcast. Ao longo dos anos, se tornou um dos principais podcasts do gênero do Brasil.
Em 2016, foi lançado o jogo homônimo, baseado no podcast. A produção recebeu críticas favoráveis da mídia especializada.

## Desempenho
Em seus primeiros anos, 99Vidas esteve frequentemente entre os podcasts de maior audiência no Brasil. O podcast estreou na parada de Top Podcasts da Apple Podcasts em agosto de 2014, alcançando o pico de posição #2 em 3 de janeiro de 2015. Em 2018, o podcast teve seu nome alterado nas plataformas para 99Vidas - Nostalgia e Videogames e, neste período, o desempenho do podcast já era menos competitivo. A melhor posição alcançada pelo podcast com este nome foi a #9, em 3 de novembro de 2018. A partir de 2019, o podcast apareceu ocasionalmente nas paradas em algumas datas.